# Джонстон, Мэри
Мэри Джонстон (англ. Mary Johnston; 21 ноября 1870, Бьюкенен — 9 мая 1936, Уорм-Спрингс) — американская писательница, драматург и суфражистка.
Автор нескольких бестселлеров, в том числе исторической драмы «Пока смерть не разлучит нас», удерживавшей статус самого продаваемого романа в мире до выхода «Унесённых ветром» Маргарет Митчелл.

## Биография

### Ранние годы
Мэри Джонстон была старшим ребёнком бизнесмена и политика Джона Уильяма Джонстона, а также племянницей генерала времён Гражданской войны в США Джозефа Джонстона. Из-за частых болезней она не могла посещать школу и поэтому получала образование на дому. В юном возрасте она заинтересовалась литературой, познакомившись с трудами Диккенса, Скотта и Шекспира. Когда Джонстон исполнилось шестнадцать лет её отец, получивший должность президента железнодорожной компании Georgia Pacific Railway, перевёз свою жену, Мэри и четверых её братьев и сестёр в Бирмингем (Алабама). В этот период Джонстон получила своё единственное формальное образование, отучившись три месяца в женском институте в Атланте. После смерти матери в 1889 году Мэри Джонстон взяла на себя обязанности по уходу и воспитанию за своими младшими братьями и сёстрами.

### Творчество

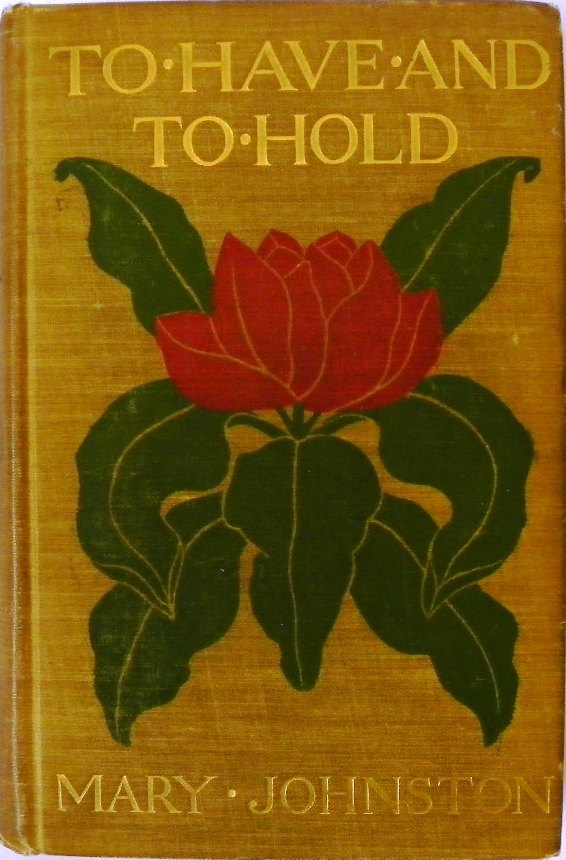
Обложка первого издания «Пока смерть не разлучит нас» (1900)

В 1890 году Джонстон сопровождала своего отца в поездке по Европе. Находясь там, она увидела, как королева Виктория прибыла на курорт в Савойе. Позже Джонстон описала это событие в короткой статье под названием «Royalty on an Outing», опубликованной в еженедельнике Fincastle Herald. Это её самая ранняя из известных опубликованных работ. После переезда в Нью-Йорк в 1892 году, где она вновь испытала проблемы со здоровьем и после последующей за этим экономической депрессией 1893 года, финансовое положение семьи Джонстон резко ухудшилось. Для преодоления денежных трудностей Мэри решила начать карьеру писательницы, став отправлять в различные журналы короткие рассказы, полученные от редакций уведомления об отказе в публикации она была вынуждена сжигать, так как держала свою писательскую деятельность в тайне от семьи. В это же время она начала работу над своим первым романом «Пленники надежды», используя скамейку в Центральном парке Нью-Йорка в качестве рабочего места. После публикации этой книги в 1889 году, Джонстон взялась за написание второго романа под названием «Пока смерть не разлучит нас», который закончила уже в новом столетии. Действие обеих книг, написанных в жанре исторической прозы, происходит в XVII веке в родном для неё штате Виргиния и описывает борьбу индейцев и местных жителей против британского колониального правительства. Несмотря на то что роман «Пока смерть не разлучит нас» был второй книгой, написанной Мэри Джонстон, она продемонстрировала огромный коммерческий успех, так первые 60 000 экземпляров будущего романа были проданы ещё до его публикации, следующие 135 000 копий были раскуплены в течение первой недели после выхода в свет, а общие показатели продаж превысили 500 000 экземпляров, что сделало её вторым самым продаваемым романом в мире после прогремевшей в 1852 году «Хижины дяди Тома» и сохранявшим этот титул до выхода в 1936 году романа «Унесённые ветром». Эта книга получила статус самой продаваемой и в мире, и в карьере самой Джонстон, так как несмотря на возросший темп создания новых произведений ей больше не удалось добиться таких же коммерческих показателей.
После успеха в Нью-Йорке семья Джонстонов переехала в Ричмонд (Виргиния), где Мэри вновь столкнулась с серьёзными проблемами со здоровьем, а в 1905 году потеряла отца, из-за чего ей пришлось взять на себя роль главы семейства. Через два года ею была написана пьеса «Богиня Разума», а в 1908 «Льюис Рэнд» — высокооценённый критиками исторический роман, главный герой которого являлся воплощением Томаса Джефферсона. Следующими двумя книгами вышедшими из под её пера стали романы о Гражданской войне в США, основанные на исторических исследованиях и получившие от критиков звание одних из лучших рассказов об этом конфликте. Однако оценки критиков не разделили участники войны, заметившие в романе «Длинный бросок» ряд заблуждений и исторических неточностей, а также «вдова Конфедерации» Мэри Анна Джексон, которая критиковала роман Джонстон за выраженную в книге неприязнь к её супругу, войне и Забытой причине.

### Правозащита

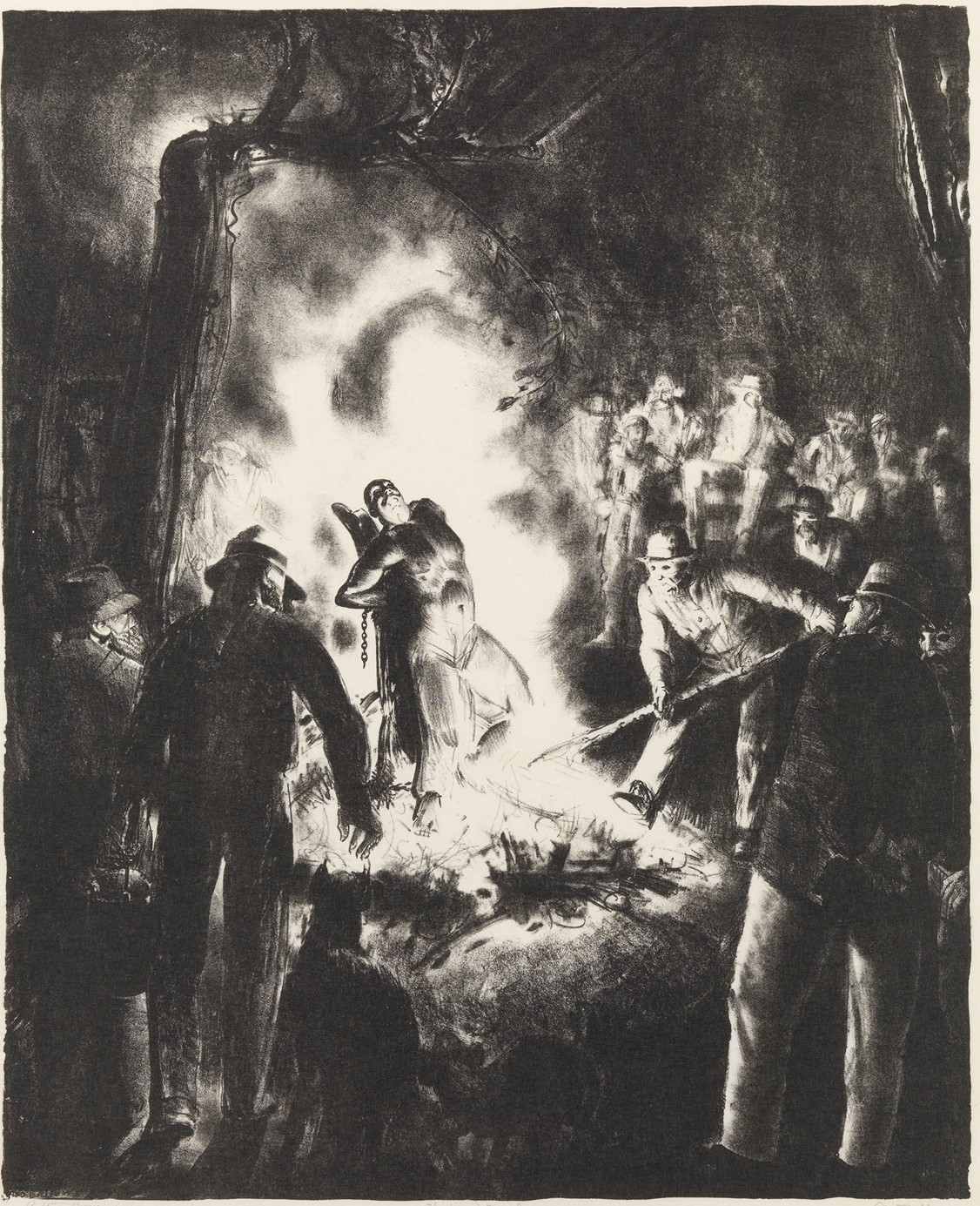
The Law Is Too Slow — иллюстрация к рассказу Джонстон «Немезида» (1923).

В Ричмонде Джонстон познакомилась с писательницей Эллен Глазгоу, вместе с которой в ноябре 1909 года образовала Суфражистскую Лигу Виргинии, в которой она возглавляла законодательный и лекционный комитеты, а также писала статьи и эссе, публиковавшиеся позднее в прессе. В 1910 году Джонстон брала уроки ораторского искусства, чтобы улучшить свои навыки публичной речи. Благодаря этому другие суфражистки выделяли её выступления в ранг «особых мероприятий». С 1911 по 1914 год она занимала пост вице-президента Суфражистской Лиги, на правах полученного раньше звания почётного вице-президента. Во время пребывания на этой должности она выступила с речью перед Генеральной ассамблеей Виргинии, приняла участие в Параде за женское избирательное право в Вашингтоне в марте 1913 года и стала главным редактором в изданиях «Woman’s Journal» и «Suffrage News».
Помимо статей и эссе, Джонстон в рамках своей суфражистской деятельности вернулась к написанию книг, что в 1913 году привело к публикации одного из первых феминистических романов «Агарь», повествующего о борьбе за избирательное право женщин в США. В 1923 году ею в журнале The Century Magazine был опубликован рассказ «Немезида» повествующий об акте линчевания чернокожего мужчины, ложно обвинённого в убийстве белой женщины.